# Charles Alexandre de Calonne
Charles Alexandre, vescomte de Calonne (Douai, 1734 - 30 d'octubre de 1802) fou un estadista francès.
Nascut en una família de classe alta, es feu advocat i va exercir diversos càrrecs a províncies. Sembla que tenia una gran empenta comercial i esperit emprenedor, però pocs escrúpols en política.
Durant la terrible crisi que va precedir la Revolució Francesa, quan diversos ministres havien fracassat en l'intent de salvar les finances reials, Calonne fou nomenat Controlador General de Finances el 3 de novembre de 1783. Es va trobar molts deutes i no hi havia forma de pagar-los. Va intentar diverses mesures, sense èxit, fins que va proposar al rei la supressió de les duanes internes i un impost sobre la propietat, fins i tot per als nobles i el clergat. Això fou molt mal rebut pels privilegiats, i Calonne, enfadat, va fer imprimir el seu informe, cosa que va acabar d'enverinar la situació. El rei Lluís XVI, que no l'apreciava gens, el 8 d'abril de 1787 el destituí i l'envià a l'exili a Lorena. L'alegria fou general a París, on era conegut com a Monsieur Déficit per la seva insistència a augmentar els impostos. En realitat, els seus atrevits plans de reforma, que Necker va realitzar posteriorment, podrien haver salvat la monarquia si hagués tingut el suport del rei.
Calonne es va exiliar poc després al Regne Unit. El 1789, va passar a Flandes amb la pretensió de ser elegit per als Estats Generals, però li fou prohibit entrar a França. Per venjança, es va unir al grup d'exiliats de Coblença, va escriure al seu favor, i va dilapidar la fortuna de la seva dona. Finalment, el 1802, instal·lat de nou a Londres, rebé el permís de Napoleó per tornar a França, on morí un mes després del seu retorn.